# الشريد بن سويد
الشريد بن سويد صحابي أصله من حضرموت، حالف ثقيفا فنسب إليهم، وسكن الطائف والمدينة، وله أحاديث. عدّه ابن حبان من مشاهير الصحابة باليمن. يقال: كان اسمه مالكا فسمّي الشريد؛ لأنه شرد من المغيرة بن شعبة لمّا قتل رفقته الثقفيين. وقيل: اسمه مالك من بني قسحم بن جذام بن الصدف، قتل قتيلا من قومه فلحق بمكة، فحالف بني حطيط بن جشم بن ثقيف، ثم وفد إلى النبي محمد، فأسلم، وبايعه بيعة الرضوان، وسمّاه رسول الله "الشريد"، وهو زوج ريحانة بنت أبي العاص بن أمية، ووالد عمرو بن الشريد بن سويد. ومات الشريد بن سويد في خلافة يزيد بن معاوية بن أبي سفيان.

## روايته للحديث
روى عنه: ابنه عمرو بن الشريد، وعمرو بن نافع الثقفي، وأبو سلمة بن عبد الرحمن بن عوف. وأخرج له البخاري في الأدب المفرد، وفي صحيحه تعليقا، والترمذي في الشمائل، وأخرج له الباقون.